# Ллойд Метцлер
Ллойд Епплтон Метцлер, (англ. Lloyd Appleton Metzler, 3 квітня 1913 — 26 жовтня 1980) — американський економіст, відомий через свої внески в теорію міжнародної торгівлі. Більшу частину своєї кар'єри провів у Чиказькому університеті, але при цьому не був представником Чиказької школи економіки. Малоймовірний парадокс Метцлера та матриці Метцлера названі на його честь.

## Біографія
Народився у Канзасі в родині вчителів. Метцлер отримав ступінь доктора у Гарвардському університеті, де одним з його друзів був Пол Самуельсон. У 1942 році отримав престижний Грант Ґуґґенгайма.